# Epiphragma (Eupolyphragma) subcrenulatum
Epiphragma (Eupolyphragma) subcrenulatum is een tweevleugelige uit de familie steltmuggen (Limoniidae). De soort komt voor in het Oriëntaals gebied.